# Melrose (Escócia)

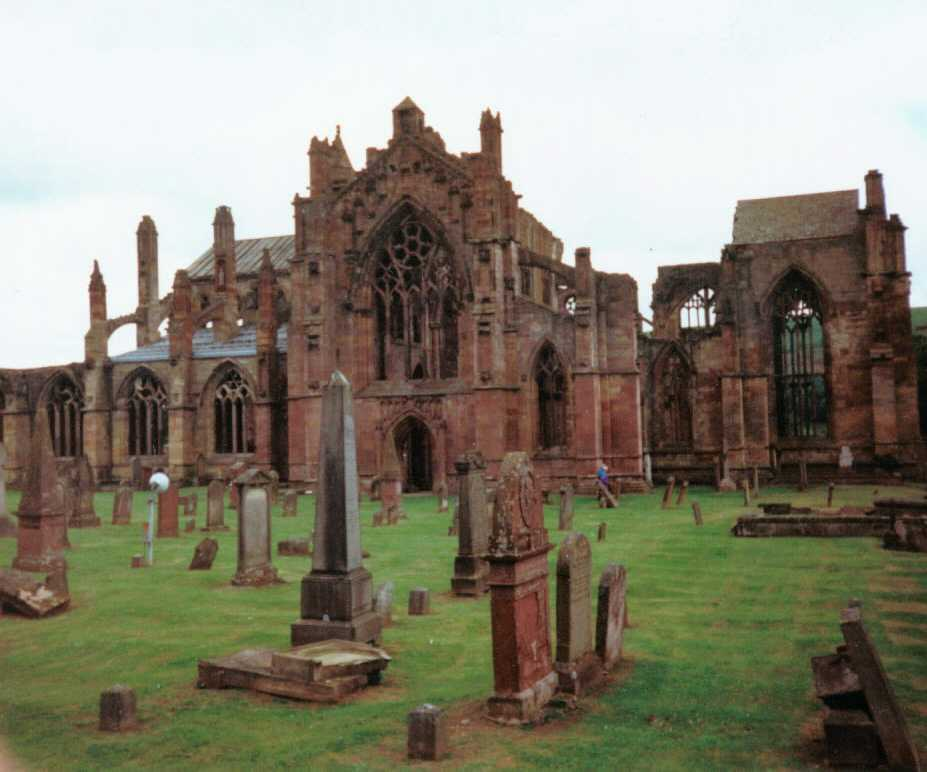
Abadia de Melrose.

Melrose é uma abadia fundada pelo rei David I da Escócia em 1136, uma das suas grandes quatro abadias de fronteira.
Quase foi destruída nas guerras de Independência, e foi reconstruída entre os séculos XIV e XVI - suas ruínas ainda são admiradas como as mais elegantes da Escócia, onde se acredita estar enterrado o coração do rei Roberto I da Escócia, ou Roberto Bruce.~
Mais tarde o mosteiro colonizou o de Kinloss (em Gaélico ceann-loch, "cabeça do lago").

.